# Ratpenat cuacurt de Seba
El ratpenat cuacurt de Seba (Carollia perspicillata) és una espècie de ratpenat pròpia de Sud-amèrica i Amèrica Central.